# Делгаду, Нуну
Ну́ну Миге́л Делга́ду (порт. Nuno Miguel Delgado; род. 27 августа 1976 года, Сантарен, Португалия) — португальский дзюдоист, бронзовый призёр летних Олимпийских игр 2000 года, участник летних Олимпийских игр 2004 года, чемпион Европы 1999 года, шестикратный чемпион Португалии.

## Спортивная биография
Заниматься дзюдо Делгаду начал в раннем детстве. В секцию дзюдо Нуну привели его друзья. В 12 лет Делгаду стал чемпионом Португалии в своей возрастной группе. В 1996 году молодой португалец стал 5-м на молодёжном чемпионате Европы. В 1997 году Делгаду стал чемпионом Португалии в категории до 78 кг. На следующий год, начав выступать в категории до 81 кг португалец вновь стал первым на национальном первенстве, а также завоевал бронзу мирового университетского чемпионата в Праге. В 1999 году Делгаду завоевал золото взрослого чемпионата Европы в столице Словакии Братиславе. Этот успех позволил Нуну получить правительственный грант на подготовку к летним Олимпийским играм 2000 года в Сиднее. В том же году Делгаду стал 5-м на чемпионате мира в Бирмингеме.
В 2000 году Нуну Делгаду принял участие в летних Олимпийских играх в Сиднее. В соревнованиях в категории до 81 кг португальский дзюдоист смог дойти до полуфинала соревнований, где уступил южнокорейцу Чо Ин Чхолю. В поединке за бронзовую медаль Делгаду встретился с уругвайцем Альваро Пасейро. Поединок продолжался почти три минуты и завершился досрочной победой португальского дзюдоиста, который и стал обладателем бронзовой медали. Всего на Играх в Сиднее сборная Португалии выиграла только две медали. Помимо Делгаду бронзу выиграла бегунья на 10 000 метров Фернанда Рибейру. За следующие четыре года Делгаду неоднократно становился призёром крупных международных соревнований, в том числе и серебряным призёром чемпионата Европы 2003 года в Дюссельдорфе. В финале континентального первенства Нуну уступил швейцарцу Сергею Ашвандену.
На летних Олимпийских играх 2004 года в Афинах Делгаду было доверено нести флаг Португалии на церемонии открытия. В соревнованиях в категории до 81 кг португалец неожиданно выбыл уже в первом раунде, уступив в упорной борьбе итальянцу Роберто Мелони. В 2006 году Нуну Делгаду принял решение завершить спортивную карьеру.

## Личная жизнь
- Является директором самой крупной школы дзюдо в Португалии, которая названа в его честь (порт. A Escola de Judo Nuno Delgado).

## Государственные награды
- Командор Ордена Инфанта дона Энрики (27 мая 2015)[2]